# Copa Iberoamericana
Copa Iberoamericana – dawny turniej piłkarski dla zwycięzców Copa de Oro Sudamericana i Copa del Rey, odbywający się na mocy porozumienia podpisanego między Confederación Sudamericana de Fútbol i Real Federación Española de Fútbol.
Turniej ten odbył się tylko jeden raz, w 1994. Brały w nim udział CA Boca Juniors i Real Madryt, zwyciężył klub z Madrytu.
| 1994-03-19 | Real Madryt     | - | CA Boca Juniors | 3–1 | (1-0) |  |
| 1994-03-25 | CA Boca Juniors | - | Real Madryt     | 2–1 | (1-0) |  |